# La Canyada del Fenollar
La Canyada del Fenollar és una entitat de població de 13 km² formada per diversos nuclis aïllats del municipi d'Agost, a la comarca de l'Alacantí. Els nuclis són: L'Alabastre, el Barri de Granada, La Canyada, l'Ermita de Sant Jaume, El Pintat, la Rambla del Pepior, la Rambla del Rollet, i molts habitatges unifamiliars escampats pel territori.